# 춘성군 (왕족)
춘성군 이당(春城君 李譡, 1454년 ~ 1485년 6월 1일)은 조선 전기 시대의 왕족 종실로 세종대왕 이도와 신빈 김씨의 손자이다. 본관은 전주(全州)이고 호(號)는 산남(山南)이다. 의안대군 이방석의 양증손자(養曾孫子)이다.

## 생애
조선 세종대왕의 적6남이자 의안대군 이방석의 양손자인 금성대군 이유의 양자이고 생부는 밀성군 이침이다. 조선 최초 왕세자인 의안대군 이방석의 봉사손(양증손자)였다.

## 가족 관계
- 고조부: 태조 이성계
- 고조모: 신의왕후 안변 한씨
- 증조부: 태종 이방원
- 증조모: 원경왕후 여흥 민씨 민제의 딸
- 친조부: 세종
- 친조모: 신빈 김씨
- 양부: 금성대군 이유
- 양모: 완산부부인 전주최씨 최사강의 딸
- 생부: 밀성군 이침
- 생모: 풍덕군부인 여흥민씨 민승서의 딸
- 친형: 운산군 이계
- 친동생: 수안군 이당
- 친동생: 석양군 이격
- 양제: 사촌 화원군 이맹한 금성대군의 적자
- 조카: 동평군 이연장
- 조카며느리: 전의 이씨 동지 이신 공의 딸
- 종손자: 덕천군 이인(1500년6월19일~1575년3월26일)
- 종손자: 홍양정 이의(1502~1577년6월26일)
- 종손자: 청리부정 이례
- 양서제(본래 사촌): 함원군 이동 금성대군의 서자